# Андрашевец
Андрашевец је насељено место у саставу града Орославја у Крапинско-загорској жупанији, Хрватска. До територијалне реорганизације у Хрватској налазио се у саставу старе општине Доња Стубица.

## Становништво
На попису становништва 2011. године, Андрашевец је имао 859 становника.

## Попис1991.
На попису становништва 1991. године, насељено место Андрашевец је имало 951 становника, следећег националног састава:
| Попис 1991.‍ | Попис 1991.‍ | Попис 1991.‍ | Попис 1991.‍ | Попис 1991.‍ |
| ----------- | ----------- | ----------- | ----------- | ----------- |
|             |             |             |             |             |
| Хрвати      | Хрвати      |             | 946         | 99,47%      |
| Словенци    | Словенци    |             | 1           | 0,10%       |
| непознато   | непознато   |             | 4           | 0,42%       |
| укупно: 951 |             |             |             |             |